# Савицкий, Андрей Лукич
Андрей Лукич Савицкий  (30 октября (11 ноября) 1811—26 декабря 1884 (7 января 1885)) — русский общественный деятель и писатель, юрист, адвокат; коллежский советник. Его племянник — Николай Петрович Савицкий.
Происходил из дворян Черниговской губернии; сын Луки Акимовича Савицкого и Софии Моисеевны Савицкой (урожд. Ахматовой).  
В 1832 году действительным студентом окончил Нежинскую гимназию высших наук князя Безбородко. До 1849 года служил в Петербурге в различных государственных учреждениях, в их числе — в департаменте сельского хозяйства. В 1849—1860 годах жил в своём имении в Черниговской губернии. В 1860 году вернулся в Петербург; служил в различных министерствах, принимал участие в работе Императорского Вольного экономического общества, редактировал газету «Народное богатство»; занимался адвокатурой, был присяжным поверенным. 
Сотрудничал в Домашней беседе Аскоченского. 
С 1876 года, вернувшись в Черниговскую губернию, посвятил себя исключительно литературным занятиям. В 1878 году начала выходить серия его работ «Опыт естественного богословия» (СПб., 1879—1884), целью которых было доказать, что идея о Божестве  является необходимым конечным пунктом всякой мысли. Направленная против материалистических воззрений серия из 20 выпусков по содержанию делилась на три части: 1) Современное общество; 2) Религия и её современное значение; 3) Религия естественная и Откровение. Разбирая выводы философских и естественно-исторических наук, Савицкий сопоставлял их с Откровением, группируя в одно целое показания Ветхого и Нового Завета.
Похоронен в селе Лоска Кролевецкого уезда.